# Фракио (Бергамо)
Фракио је насеље у Италији у округу Бергамо, региону Ломбардија.
Према процени из 2011. у насељу је живело 29 становника. Насеље се налази на надморској висини од 642 м.